# Eigil Nielsen (fodboldspiller, født 1948)
 For alternative betydninger, se Eigil Nielsen. (Se også artikler, som begynder med Eigil Nielsen)
Eigil Nielsen (født 6. december 1948 i Tårs, Hjørring, død 26. december 2019) var en dansk fodboldspiller, der spillede som midtbane i 1960'erne, 1970'erne og 1980'erne.

## Karriere
Nielsen startede sin karriere i 1966 i Hjørring, før han skiftede til Kjøbenhavns Boldklub i 1970. Han skrev under med den schweiziske klub Winterthur i 1971 og spillede her indtil 1973, da han returnerede til Hjørring. Han vendte tilbage til Schweiz i 1977, da han skiftede til Basel. I 1978 skiftede han til Luzern, hvor han spillede frem til sit karrierestop i 1981. 
Han spillede 10 kampe for Danmark. Han fik sin debut for landsholdet den 28. juli 1971 i Danmarks 3-2-sejr over i Japan i Parken, København. Han spillede sin sidste landskamp den 23. august 1975 i et 6-1-nederlag til Rumænien i Bukarest.